# Моаска
Моаска (итал. Moasca) — коммуна в Италии, располагается в регионе Пьемонт, в провинции Асти.
Население составляет 425 человек (2008 г.), плотность населения составляет 103 чел./км². Занимает площадь 4 км². Почтовый индекс — 14050. Телефонный код — 0141.
Покровителем коммуны почитается святой апостол Пётр, празднование 29 июня.

## Демография
Динамика населения:

## Администрация коммуны
- Официальный сайт: http://www.comune.moasca.at.it